# Vanessa Ray
Vanessa Ray (Livermore, Kalifornia, 1980. november 2. –) amerikai énekesnő, színésznő.

## Kezdetek
A kaliforniai Livermore-ban született. Kis gyermekkorában szülei Vancouverbe költöztek, ahol egész gyermekkorát töltötte. Szülei James Ray és Valerie Liptak színházban dolgoztak, így gyermeküket is próbálták bevonni a színházi élet rejtelmeibe. Az apja zenészként dolgozott, és gyakorta szerepelt a Vancouveri színház darabjába is. Az egyik színházi fellépése alkalmával, elnyerte az Actor’s Equity kártyát, amilyen gyönyörűen énekelte a Let's Hear It For the Boy című számot a Footlose című musicalben.

## Karrier

### Filmes szereplései
2003-ban kezdte meg televíziós pályafutását az Is he… című filmmel, amely egy fiú nemi irányítottságát taglalja, illetve a The Sparky Chronicles: The map című filmmel, ahol Christ alakította. 2008-ban szerepelt a Fiding Chance című filmben, ahol Katrina szerepét kapta meg. 2010-ben feltűnt a Nice guy Johnny című amerikai romantikus vígjátékban, ahol a legjobb barátnőt alakította.
2012-ben szerepet kapott a Fraces Ha című filmben, ahol egy véletlenszerű lányt alakított. A következő film, amiben szerepelt a The Right not for know című film volt, ahol egy kiscsajt alakított. Még ebben az évben feltűnt a The last day of August című filmben, ahol Phoebe karakterét alakította. Feltűnt még a Not waving but drowing című filmben, ahol Adele szerepét játszotta el.
2013-ban szerepet kapott a Mutual Friends című amerikai komédiában, ahol Lucy szerepét kapta meg. A film 2013. május 31-én került az amerikai mozikban. A vígjátékban Lucy és barátai egy hatalmas bulit szerveznek New Yorkban. Még ugyanebben az évben leszerződtették a Wisdom Teeth című amerikai komédiában. Azt, hogy kit fog alakítani a filmben, még nem tudjuk. Ezenkívül szerepet kapott még a So Funny című filmben, ahol Haley szerepét fogja majd alakítani.
2015-ben több filmszerepet is kapott, legelső filmje a You Must Be Joking című amerikai vígjáték, ahol Haley Lusky karakterét kapta meg. A filmben James Wolk és Margaret Colinn oldalán játszott. Feltűnt még az All in Time című amerikai drámafilmben, ahol Rachel szerepét kapta meg. Ezt követően az A Beautiful Sound című amerikai komédiában, Ashlee karakterét, 2016-ban pedig a Serialized című filmben, Hannah-t alakította.

### Sorozat szereplései
2008-ban feltűnt a The Battery’s Down című sorozatban, ahol Vanessát alakította három epizódon keresztül.
2009-ben szerepet kapott az As the world turn című amerikai drámasorozatában, ahol Teri Ciccone-t alakította 49 részen keresztül. Még ugyanebben az évben feltűnt az Író és a kamuhős című sorozatban, ahol Claudiát alakította.
2010-ben szerepet kapott A hatalom hálójában című amerikai krimisorozatban, ahol Tessa Marchetti, illetve egy fiatal nőt alakított, hét részen keresztül.
2011-ben szerepet kapott a Suits című amerikai ügyvédsorozatban, ahol Jenny Griffith-et alakította. A sorozatban Jenny Mike legjobb barátjának Trevornak a barátnője, aki mit sem tud arról, hogy Trevor drogban utazik, nem pedig munkában. Később Jenny, miután dobja Trevort Mike-kal jön össze. Egy rész erejéig feltűnt a 
Nagy svindliben, ahol Maggie "Rocker" Sheldont alakította. Szerepet kapott a Jackie nővérben is, ahol pedig Mrs Donovan szerepét kapta meg.
2012-ben szerepet kapott a Hazug csajok társasága című amerikai tinisorozatában, ahol CeCe Drake szerepét kapta meg, illetve a Pretty Dirty Secrets web sorozatában is feltűnt néhány rész erejéig. A sorozatban Cece Jason DiLaurentis ex-barátnője, illetve Ali közeli barátnője volt. Később kiderült, hogy a lány Alison unokatestvére. A Csajok című amerikai drámasorozat egyik epizódjában Heather Travist alakította.
2013-ban szerepet kapott a Mentalista című krimisorozatban, ahol egy epizód erejéig alakította Cayce Robbinst. Ezt követően, a mai napig alakítja a Zsaruvér című amerikai sorozatban, Edit Jenko rendőrtisztet. 2014-ben szerepet kapott a My Day című sorozatban is.

## Magánélete
Jelenleg Los Angelesben és New Yorkban van háza, amelyek között ingázni szokott. Szerelme, Landon Beard 2015. januárban jegyezte el Vanessát hat év együtt járás után, június 14-én pedig már össze is házasodtak a kaliforniai Palában, a Condor Nest Ranchen.

## További információ
- Vanessa Ray a PORT.hu-n (magyarul)
- Vanessa Ray az Internetes Szinkronadatbázisban (magyarul)
- Vanessa Ray az Internet Movie Database-ben (angolul)
- Vanessa Ray a Rotten Tomatoeson (angolul)